# Emmanuel Clot
Emmanuel Clot  (Versalles, 19 de diciembre de 1951 - Amiens, 25 de noviembre de 1983) fue un actor, guionista y director de cine francés.

## Trayectoria
Ayudante de dirección de Francois Truffaut en La habitación verde (1978) y El amor en fuga (1979) obtuvo en 1980 el premio César al mejor cortometraje documental por su película Petit Pierre. Murió el 25 de noviembre de 1983 en Amiens, víctima de un accidente automovilístico, a los 31 años de edad.

## Filmografía

### Director
- 1981 : Les Châteaux de Sable - cortometraje
- 1981 : Le Théâtre du Triangle - cortometraje
- 1979 : Petit Pierre - cortometraje
- 1979 : El amor en fuga, de Francois Truffaut - ayudante de dirección
- 1978 : Passe ton bac d'abord - ayudante de dirección
- 1978 : On peut le dire sans se fâcher, de Roger Coggio - ayudante de dirección
- 1978 : La habitación verde, de Francois Truffaut - ayudante de dirección
- 1977 : El amigo americano (Der amerikanische Freund), de Wim Wenders - ayudante de dirección

### Actor
- 1978 : El amor en fuga

### Guionista
- 1981 : Les Châteaux de Sable - cortometraje
- 1981 : Le Théâtre du Triangle - cortometraje
- 1979 : Petit Pierre - cortometraje